# A Rainy Day in New York
A Rainy Day in New York —titulada Día de lluvia en Nueva York en español— es una película dramática, escrita y dirigida por Woody Allen; la cinta está protagonizada por Timothée Chalamet, Selena Gomez, Elle Fanning y Jude Law.

## Argumento
Gatsby Welles (Timothée Chalamet) es un estudiante de la Universidad de Yardley e hijo de padres ricos de la ciudad de Nueva York. Yardley no tiene ningún atractivo especial para él, pero continúa asistiendo debido a su novia, Ashleigh, una estudiante rica de Tucson. Ashleigh viaja a Nueva York para entrevistar al cineasta Roland Pollard para el periódico universitario. Gatsby la acompaña para mostrarle la ciudad, haciendo planes románticos para evitar a sus padres, quienes planean una gala de otoño para la noche. Gatsby y Ashleigh llegan a un hotel exclusivo, donde Ashleigh se entrevistará con Pollard. Cuando ella va a entrevistarlo, él la invita a una proyección de su nueva película, lo que arruina sus planes con Gatsby. Para su consternación, se pasea solo por Nueva York, y se encuentra con un amigo director estudiantil que le pide que sustituya a un actor desaparecido en una escena de un beso. Gatsby se sorprende al ver que la actriz resulta ser la hermana menor de una novia anterior. Él disfruta el beso, pero le dice a Shannon (Selena Gomez) que está involucrado con alguien. Se preparan para un segundo beso de prueba de pantalla cuando el director del estudiante se los solicita. Intenta comunicarse con Ashleigh, pero se molesta al ver que Roland, su escritor Ted Davidoff y una de sus estrellas la mantienen ocupada.
La entrevista de Ashleigh continúa hasta bien entrada la tarde. Mientras tanto, Gatsby se encuentra nuevamente con Shannon por accidente cuando ambos toman un taxi en otra parte de la ciudad. Ella le dice a Gatsby que solía estar enamorada de él y se niega a escucharlo hablar sobre Ashleigh. Los planes románticos de Gatsby parecen esfumarse aún más cuando Ashleigh lo llama y le dice que está retrasada y que no puede hablar. Él va con Shannon al apartamento de sus padres y canta "Everything Happens to Me" de Frank Sinatra en el piano. Ambos discuten su amor por Nueva York y coinciden en que es uno de los lugares más románticos en los días lluviosos.
Gatsby y Shannon van al MET y ven el retrato de Madame X de Sargent y algunos de los impresionistas franceses que se ven allí. Se encuentran con los tíos de Gatsby, a quienes tratan de esquivar para que sus padres no descubran que está en la ciudad. Nuevamente, intenta llamar a Ashleigh por teléfono, cuando sus tíos lo encuentran. Mientras tanto, Ashleigh parece haberse llevado bien con una de las estrellas de la pantalla de Pollard, que también se sorprende con la buena apariencia de Ashleigh y la invita a su tráiler privado en el set de Nueva York donde trabaja. El recorrido de Gatsby por el MET termina y todavía no sabe dónde está Ashleigh. Ella ha salido a tomar algo con el actor masculino principal de Pollard y le cuenta sobre Gatsby. Mientras tanto, Gatsby va a la casa de otro amigo para un juego de póquer. Aunque distraído por pensar en Ashleigh, duplica todas sus apuestas. Cuando regresa a su habitación, Gatsby ve en la televisión que Ashleigh está con el actor famoso del que se hizo amiga. En ese momento, decide ir a un bar a tomar algo, donde se le acerca una prostituta. Gatsby decide pagarle cinco mil dólares para que ella lo acompañe a la fiesta de su madre y responda al nombre de Ashleigh Enright.
Pollard quiere que Ashleigh sea su musa para su próximo proyecto cinematográfico y se quede con él. Cuando Ashleigh se va a la casa de su amigo actor, se besan y cuando están a punto de tener relaciones, la exnovia de Francisco (Diego Luna) golpea la puerta, lo que provoca que Ashleigh se tenga que escapar en ropa interior en medio del diluvio. En la fiesta, la madre de Gatsby se da cuenta de que su acompañante es una prostituta y la echa. Mientras discuten, su madre le confiesa que conoció a su padre de la misma forma, siendo una prostituta. Ashleigh llega al bar y encuentra a Gatsby ahogando sus penas. Ella le jura que no sucedió nada con Francisco y vuelven al hotel. Al otro día, ambos hacen el paseo en carruaje por Central Park, donde Gatsby se da cuenta de que son incompatibles y decide quedarse en Nueva York, mientras Ashleigh vuelve a Yardley. Gatsby camina solo por el parque hasta que llega al Reloj Delacorte y espera. El reloj marca las 6 pm y Shannon llega momentos después. Recuerdan su beso para la prueba de pantalla el día anterior y deciden ver si otra sesión de besos, esta vez solo en el parque, podría conducir a algo nuevo.

## Reparto
| Actor             | Personaje        |
| ----------------- | ---------------- |
| Timothée Chalamet | Gatsby Welles    |
| Elle Fanning      | Ashleigh Enright |
| Selena Gomez      | Shannon Tyrell   |
| Jude Law          | Ted Davidoff     |
| Diego Luna        | Francisco Vega   |
| Liev Schreiber    | Roland Pollard   |
| Annaleigh Ashford | Lily             |
| Rebecca Hall      | Connie Davidoff  |
| Cherry Jones      | Mrs. Welles      |
| Will Rogers       | Hunter Welles    |
| Kelly Rohrbach    | Terry            |
| Suki Waterhouse   | Tiffany          |
| Griffin Newman    | Josh Loomis      |
| Ben Warheit       | Alvin Troller    |
| Vale Burberry     | Josh Tyrell      |

## Producción
En agosto de 2017 se confirmaron algunos integrantes del reparto para la cinta de Woody Allen, escrita y dirigida por él mismo; la parte de producción corre a cargo de Letty Aronson y Amazon Studios iba a ser la distribuidora. En septiembre de 2017 Jude Law se unió al reparto y un mes más tarde Diego Luna y otros actores fueron confirmados para aparecer en la cinta; ese mismo mes se inició el rodaje y al mes siguiente fue finalizada; en el mes de octubre, Allen confirmó que el título sería A Rainy Day in New York.
El estreno de la película se retrasó hasta mediados de 2019, por la negativa de Amazon a difundir la película. El director ganó una demanda contra Amazon Studios por 68 millones de dólares por no estrenar la película en Estados Unidos tras unas declaraciones suyas sobre el movimiento #MeToo.